# Ralf Haber
Pour les articles homonymes, voir Haber.
 (février 2015).
Si vous disposez d'ouvrages ou d'articles de référence ou si vous connaissez des sites web de qualité traitant du thème abordé ici, merci de compléter l'article en donnant les références utiles à sa vérifiabilité et en les liant à la section « Notes et références ».
Ralf Haber, né le 18 août 1962 à Altenbourg, est un athlète est-allemand spécialiste du lancer du marteau. Son plus grand succès a été sa médaille de bronze aux championnats du monde d'athlétisme de 1987.

## Palmarès

### Jeux olympiques d'été
- 1988 à Séoul ( Corée du Sud)
  - 4e au lancer du marteau

### Championnats du monde d'athlétisme
- 1987 à Rome ( Italie)
  -  Médaille de bronze au lancer du marteau

### Championnats d'Europe d'athlétisme
- 1986 à Stuttgart ( Allemagne de l'Ouest)
  - 6e au lancer du marteau

### Championnats d'Europe Junior d'athlétisme
- Championnats d'Europe Junior d'athlétisme de 1981 à Utrecht ( Pays-Bas)
  - 4e au lancer du marteau